# Maillé, Vienne
Maillé är en kommun i departementet Vienne i regionen Nouvelle-Aquitaine i västra Frankrike. Kommunen ligger i kantonen Vouillé som tillhör arrondissementet Poitiers. År 2022 hade Maillé 640 invånare.

## Befolkningsutveckling
Antalet invånare i kommunen Maillé
| Referens: INSEE |